# 17 Soldaten
17 Soldaten ist ein niederländischsprachiger Schlager des österreichischen Sängers Freddy Quinn aus dem Jahr 1977, der von Ad Kraamer und komponiert und von Fred Van Dam getextet wurde.

## Entstehung
Ad Kraamer ist der Komponist des Stücks, der Text stammt von Fred Van Dam. Bei der Gesellschaft für musikalische Aufführungs- und mechanische Vervielfältigungsrechte ist das Lied unter der GEMA-Werk.-Nummer 9946389-001 und dem Titel Siebzehn Soldaten eingetragen, ein Originalverlag ist dort nicht angegeben.

## Schallplattenhülle
Auf der schwarzweißen Schallplattenhülle der Single ist Freddy Quinn als Großaufnahme zu sehen, wobei der unterste Teil des Kinns abgeschnitten ist. In roten Versalien ist links oben „Freddy Quinn“ zu lesen und darunter in etwas anderer Färbung „17 soldaten“.

## Veröffentlichung
17 Soldaten wurde 1977 als Single in den Niederlanden bei Polydor unter der Katalognummer 2041 879 veröffentlicht. Auf der B-Seite befand sich De Oude Gaucho, eine niederländischsprachige Version von Quinns Lied El Gaucho, das im Jahr zuvor auf Deutsch veröffentlicht worden war. Die Single konnte sich nicht in den niederländischen Charts platzieren.
2000 war das Lied auf dem Kompilationsalbum Fernweh und Sehnsucht, das als Achtfachalbum auf Compact Disc im Musiklabel Bear Family Records unter der Katalognummer BCD 15586 HI in Deutschland erschien. Dort befindet sich der Hinweis, dass das Lied auf Flämisch (umgangssprachlich für Belgisches Niederländisch) gesungen ist.
Das Lied befand sich auf dem Kompilationsalbum Lieder, die das Leben schrieb, das als Doppelalbum im Musiklabel Polydor unter der Katalognummer 589272-2 auf Compact Disc erschien. 2021 war das Lied auf dem Kompilationsalbum Alle Abenteuer dieser Erde, das als Doppelalbum in den Musiklabels Electrola und Universal Music Group, jeweils unter der Katalognummer 06024 3878196 erschien. Hier befindet sich der Hinweis „Dutch Version“ („Dutch“ ist englisch für „Niederländisch“).